# Bellevue (Ginebra)
Bellevue (literalmente «bellavista») es una comuna suiza del cantón de Ginebra, situada a orillas del lago Léman.

## Historia
Fue creada el 1 de julio de 1855 tras la segregación de una parte de la actual comuna de Collex-Bossy. Su primer alcalde fue Simon Eggly.

## Geografía
La comuna se encuentra localizada a orillas del lago Lemán, a pocos kilómetros de la ciudad de Ginebra. Limita al norte con las comunas de Collex-Bossy, Versoix y Genthod, al este con el lago Lemán y las comunas de Collonge-Bellerive y Cologny, al sur con Pregny-Chambésy y Grand-Saconnex, y al oeste con la comuna de Ferney-Voltaire (FRA-01).

## Economía
Sede de la empresa de industria de lujo Richemont.

## Turismo
- Bioparc Genève Pierre Challandes: Zoológico que alberga diversas especies locales y exóticas, incluyendo numerosas aves.[2]
- Eglise Sainte-Rita: Iglesia barroca del siglo XVII en Vieux Nice.[3]